# 大普拉納

大普拉納（塞尔维亚语：Велика Плана）是塞爾維亞的城鎮，由波杜那瓦州負責管轄，位於該國中部大摩拉瓦河左岸，面積345平方公里，海拔高度107米，2011年人口40,578（城市中心区人口16,078），大部分居民信奉東正教。
在市区有两个东正教修道院：Koporin（考波琳，十五世纪）和Pokajnica（波凯妮措，十九世纪）。

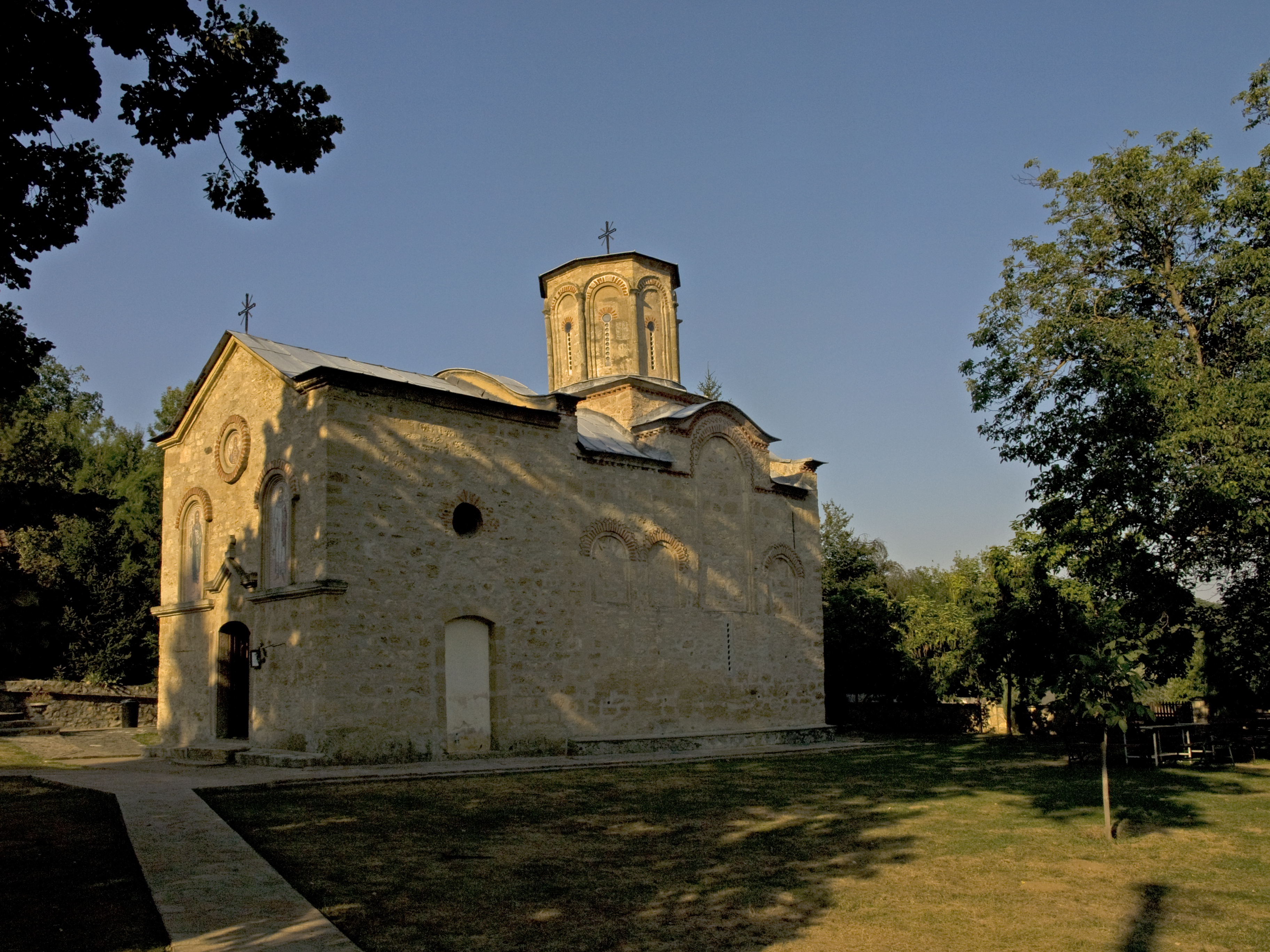
考波琳正统基督教修道院

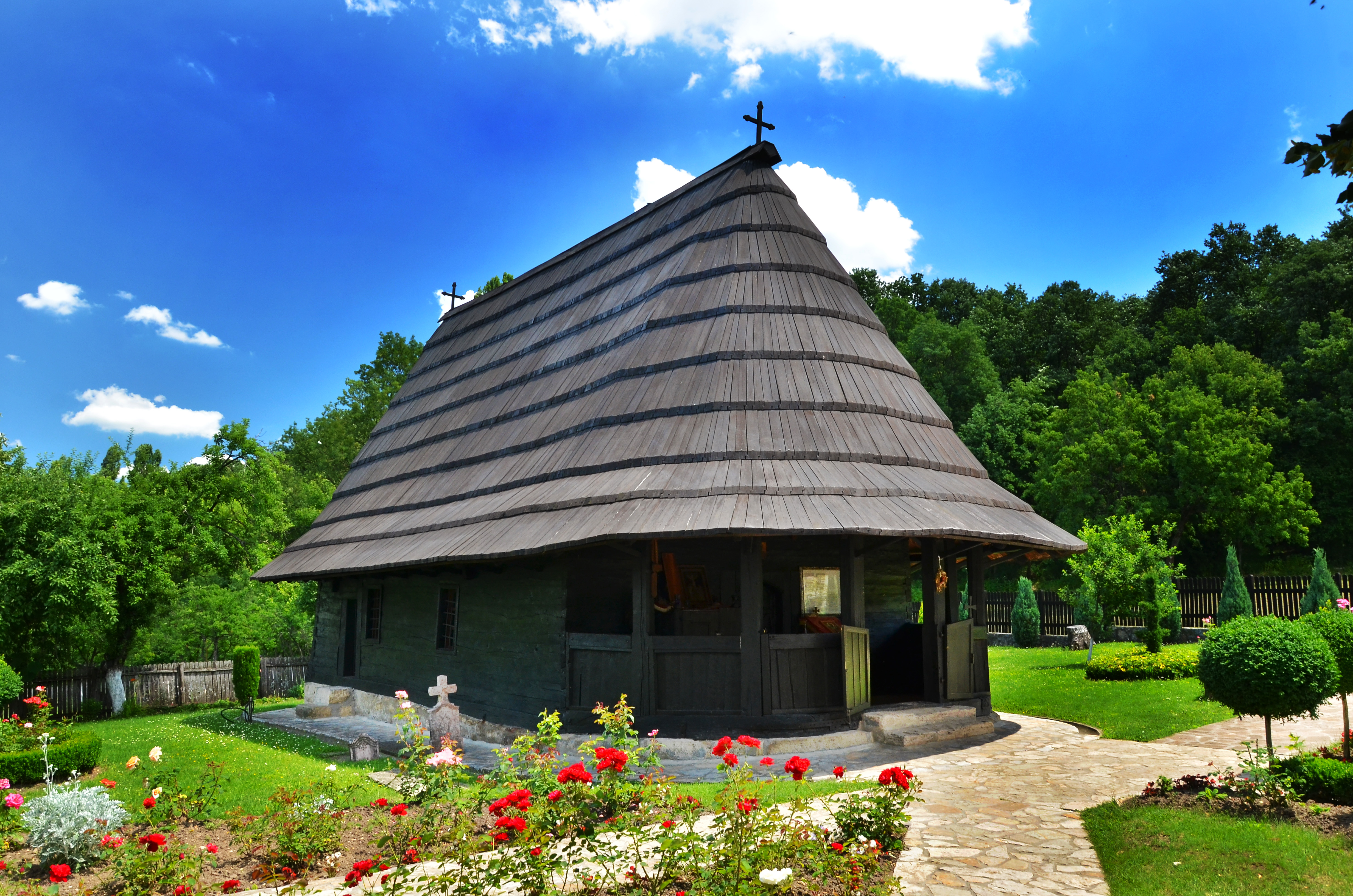
波凯妮措正统基督教修道院

附近是这个地方建一座教堂，其中卡拉喬爾傑·彼得羅維奇被打死。
1. ↑  . Statistical Office of Serbia.   [2010-11-28].
2. ↑   (PDF). Statistical Office of Republic Of Serbia, Belgrade. 2014  [2014-06-27]. ISBN 978-86-6161-109-4.